# Enhydrosoma gerlachi
Enhydrosoma gerlachi är en kräftdjursart som beskrevs av Jakobi 1955. Enhydrosoma gerlachi ingår i släktet Enhydrosoma och familjen Cletodidae. Inga underarter finns listade i Catalogue of Life.